# Par galvánico
Se llama par galvánico  al formado por dos partes distintas de una superficie metálica o de dos metales distintos, que en contacto con un electrólito (generalmente agua), tienen una diferencia de potencial, por lo que se forma una pila galvánica en la que el ánodo (potencial más negativo) se corroe mientras que el cátodo (potencial menos negativo) no sufre corrosión (sufre reducción, es decir, recibe electrones). El flujo de corriente es del ánodo al cátodo (en el electrólito por medio de iones y en el metal por medio de electrones). Al formarse el par galvánico el ánodo se polariza positivamente (a potencial menos negativo) y el cátodo se polariza negativamente (a potencial más negativo).
A mayor diferencia de carga más rápida es la corrosión del material más electronegativo. Por eso podemos llamarlo par galvánico por la corrosión que sufren los metales uno del otro.
- Datos: Q6060353